# La Zouche (Adelsgeschlecht)

Wappen des Alan la Zouche, 1. Baron la Zouche of Ashby

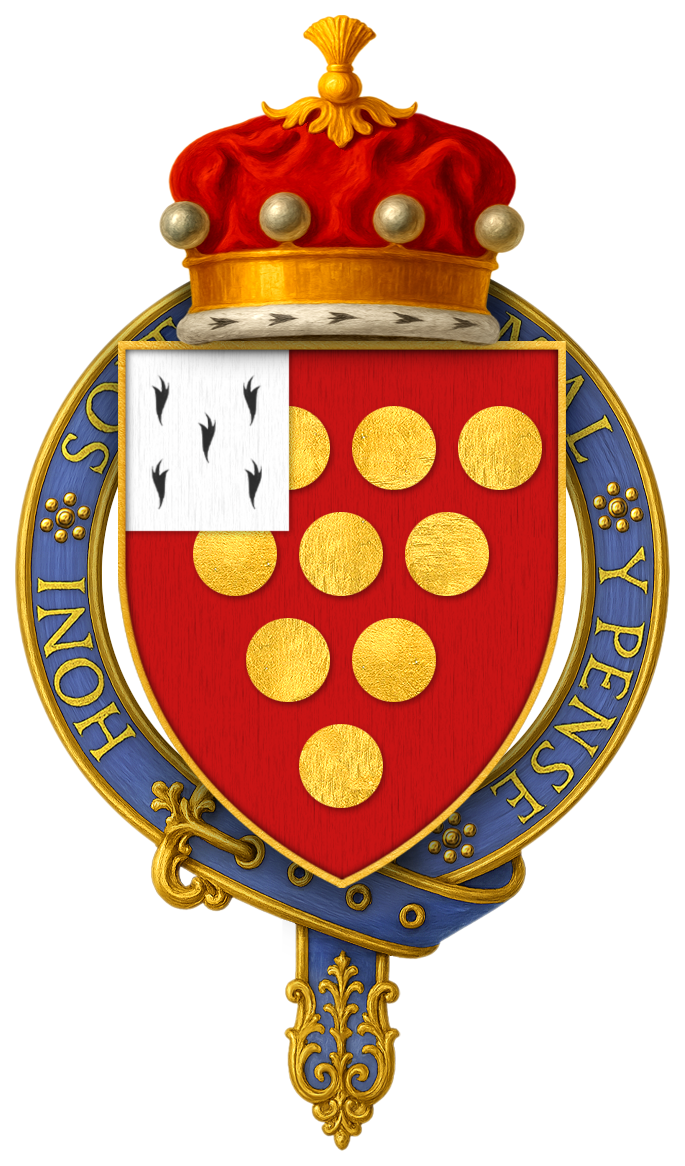
Wappen des William la Zouche, 5. Baron Zouche of Haryngworth

La Zouche ist der Name einer englischen Adelsfamilie, einer Nebenlinie des bretonischen Adelsgeschlechtes Rohan, die ab 1172 in England nachgewiesen ist und 1799 ausstarb.
Die Familie wurde von Alan de la Zouche († 1190) begründet. Sein Nachname geht als Herkunftsname zurück auf La Coche eine Gegend in der Bretagne zwischen Nantes und Pornic. Er war der Sohn des bretonischen Adligen Geoffroy, Vizegraf von Porhoët und Bruder von Eudon II. de Porhoët, Herzog von Bretagne. Während der Herrschaft von König Heinrich II., vermutlich um 1172, siedelte er von der Bretagne nach England über. Dessen Sohn Roger († 1238) hatte drei Söhne, von denen der ältere Alan de la Zouche († 1270) die Hauptlinie in Ashby in Yorkshire begründete. Sein jüngerer Bruder Eudo de la Zouche († 1279) begründete den in Harringworth in Northamptonshire lebenden Zweig der Familie. Angehörige beider Zweige der Familie wurde per Writ of Summons ins königliche Parlament berufen und damit zum Baron Zouche erhoben. Nachfahren in weiblicher Linie führen diesen Baronstitel bis heute.

## Stammliste (Auszug)
1. Alan de la Zouche († 1190), ⚭ Alice de Belmais (auch de Beaumetz)
  1. William de Belmeis († 1199), ⚭ Bonenée
  2. Roger la Zouche (1182–1238), ⚭ Margaret († zwischen 1220 und 1232)
    1. Eon la Zouche († 1279), ⚭ Millicent de Cauntelo († vor 1299)
      1. Eva la Zouche († 1314), ⚭ Maurice de Berkeley, 2. Baron Berkeley (1271–1326)
      2. Elizabeth la Zouche, ⚭ Nicholas Poyntz, 2. Baron Poyntz (um 1278–1311)
      3. William la Zouche, 1. Baron Zouche of Haryngworth (1276–1352), ⚭ Maud Lovel (um 1280–vor 1346)
        1. Eon la Zouche (* vor 1298–1326), ⚭ Joan Inge
          1. William la Zouche, 2. Baron Zouche of Haryngworth, ⚭ Elizabeth de Ros
            1. William la Zouche, 3. Baron Zouche of Haryngworth (1340–1396), ⚭ (1) Agnes Green, ⚭ (2) Elizabeth Despenser
              1. (1) William la Zouche, 4. Baron Zouche of Haryngworth (um 1373–1415), ⚭ Elizabeth Crosse
                1. William la Zouche, 5. Baron Zouche of Haryngworth (um 1402–1462), ⚭ (1) Elizabeth St. John, ⚭ (2) Alice Seymour, 6. Baroness St. Maur
                  1. (1) Mary Zouche
                  2. Sir John la Zouche
                  3. (2) William la Zouche, 6. Baron Zouche of Haryngworth, 7. Baron St. Maur (um 1432–1468), ⚭ Katherine Lenthall
                    1. John la Zouche, 7. Baron Zouche of Haryngworth, 8. Baron St. Maur (1459–1526), ⚭ Joan Dinham
                      1. Jane la Zouche, ⚭ Edward Hungerford
                      2. Katharine la Zouche, ⚭ (1) John Carew, ⚭ (2) Sir Robert Brandon
                      3. John la Zouche, 8. Baron Zouche of Haryngworth, 9. Baron St. Maur (um 1486–1550), ⚭ Dorothy Capell
                      4. Sir John la Zouche
                      5. Richard la Zouche, 9. Baron Zouche of Haryngworth, 10. Baron St. Maur (um 1510–1552), ⚭ Joan Rogers
                        1. Dorothy la Zouche, ⚭ Arthur Grey, 14. Baron Grey de Wilton
                        2. George la Zouche, 10. Baron Zouche of Haryngworth, 11. Baron St. Maur (um 1526–1569), ⚭ Margaret Welby
                          1. Edward la Zouche, 11. Baron Zouche of Haryngworth, 12. Baron St. Maur (1556–1625), ⚭ (1) Eleanor Zouche, ⚭ (2) Sarah Harington
                            1. (1) Elizabeth la Zouche (1578/79–1617), ⚭ Sir William Tate
                            2. (1) Mary la Zouche (1582–1652), ⚭ (1) Thomas Leighton, ⚭ (2) William Connard

                      6. Mary la Zouche (1512–1542)

                    2. William la Zouche
                    3. Elizabeth la Zouche
                    4. Margaret la Zouche

              2. (1) Sir John la Zouche († 1445), MP
              3. (1) Edmund la Zouche
              4. (1) Thomas la Zouche
              5. (2) Eleanor la Zouche, ⚭ John Lovel, 6. Baron Lovel
              6. (2) Hugh la Zouche

            2. Margery la Zouche († 1391), ⚭ Robert Willoughby, 4. Baron Willoughby de Eresby (um 1349–1396)
            3. Thomas la Zouche (um 1359–1404), MP, ⚭ Mary Engaine
            4. Eon la Zouche, Kanoniker in Lincoln und Kanzler der Universität Cambridge
            5. Elizabeth la Zouche, ⚭ N. Basing

        2. Joan la Zouche († 1353), ⚭ Richard Grenville († um 1335)
        3. William la Zouche († 1352), Erzbischof von York, Lordsiegelbewahrer und Schatzkanzler
        4. John la Zouche
        5. Roger la Zouche
        6. Thomas la Zouche
        7. John la Zouche
        8. Edmund la Zouche, Geistlicher in St Paul’s Cathedral, London
        9. Millicent la Zouche († 1379), ⚭ William Deincourt, 2. Baron Deincourt
        10. Isabel la Zouche
        11. Thomasine la Zouche

    2. William la Zouche († vor 1272)
      1. Joyce la Zouche († 1289/90), ⚭ Robert de Mortimer; → Nachfahren Barone Zouche of Mortimer

    3. Lora la Zouche
    4. Alice la Zouche, ⚭ Sir William de Harcourt (1227–1271)
    5. Alan la Zouche (1203–1270), ⚭ Helen de Quency
      1. Roger la Zouche (um 1241–1285), ⚭ Ela de Longespée (1245–1276)
        1. Alan la Zouche, 1. Baron la Zouche of Ashby (1267–1314), ⚭ Eleanor de Segrave
          1. Ellen la Zouche (1288,–1334), ⚭ Nicholas de St. Maur, 1. Baron St. Maur († 1316)
          2. Maude la Zouche (1290–1349), ⚭ Robert de Holand, 1. Baron Holand (1270–1328)
          3. Elizabeth la Zouche (* 1294), Nonne in Brewood, Staffordshire